# De Dageraad (molen)
De Dageraad (voorheen van Aarssensmolen) is een windkorenmolen aan de Oude Molenstraat te Zeeland in de Nederlandse gemeente Maashorst. Het is een beltmolen en een bovenkruier die vermoedelijk in 1832 is gebouwd in opdracht van Johannes van Erp. In 1971 kocht de gemeente de molen en liet deze in 1975/6 restaureren.
In 2008 zijn de roeden voorzien van het Systeem van Bussel. Dit was bij de restauratie van 1976 verwijderd, maar om goed te kunnen blijven draaien ondanks de verslechterde molenbiotoop is het systeem opnieuw aangebracht. Op 17 november 2008 is de molen, samen met de Coppensmolen in Zeeland, feestelijk heropend.
In de molen bevind1 zich 1 koppel 17der kunststenen, waarmee op vrijwillige basis graan wordt gemalen. De Dageraad is op zondag van 10.00 tot 17.00 uur geopend voor bezoek.